# Saint-Pol-sur-Mer
Saint-Pol-sur-Mer foi uma antiga comuna francesa na região administrativa de Altos da França, no departamento de Norte. Em 9 de dezembro de 2010, foi oficialmente incorporada à comuna de Dunquerque.